# 알 스튜어트
앨래스테어 이언 스튜어트(영어: Alastair Ian Stewart, 1945년 9월 5일 ~ )는 스코틀랜드 태생의 싱어송라이터이자 포크 록 음악가이다. 그는 1960년대와 1970년대 영국 포크 리바이벌의 일환으로 주목을 받았으며, 포크 록 음악에 역사 속 인물과 사건에 관한 이야기를 결합하는 독창적인 스타일을 발전시켰다.
스튜어트는 1967년 데뷔 음반 《Bed-Sitter Images》를 발표한 이후 지금까지 16장의 스튜디오 음반과 4장의 라이브 음반을 발표했으며, 미국, 캐나다, 유럽, 영국 등지에서 활발한 공연 활동을 이어오고 있다. 그는 1976년 플래티넘 음반 《Year of the Cat》에 수록된 동명의 히트 싱글 〈Year of the Cat〉으로 가장 잘 알려져 있다. 《Year of the Cat》과 1978년의 플래티넘 후속작 《Time Passages》는 스튜어트에게 가장 큰 세계적 상업적 성공을 안겨주었으나, 1973년의 《Past, Present and Future》와 같은 초기 음반들은 그의 내밀한 역사 포크 록 스타일을 가장 잘 보여주는 작품으로 종종 평가되며, 그는 이후의 음반들에서도 이 스타일로 회귀하기도 했다.

## 생애
그는 영국 스코틀랜드 지방 글래스고에서 출생하여 지난날 한때 영국 스코틀랜드 지방 에든버러에서 잠시 유아기를 보낸 적이 있고 영국 잉글랜드 지방 사우스 웨스트 잉글랜드 소지역 도싯주 이스트 도싯 카운티에서 성장하였으며 1967년에 가수로 첫 데뷔하였고 1978년 미국 영화 《Sgt. Pepper's lonely hearts club band》의 단역으로 영화배우 데뷔하였다.

## 유명세
그는 보통적으로 대한민국 국내에서는 《The palace of Versailles》라는 노래 작품의 오리지널 원곡 가수로 널리 잘 알려져 있다.